# Municipio de Greenfield (Dakota del Sur)
El municipio de Greenfield (en inglés: Greenfield Township) es un municipio ubicado en el condado de Brown en el estado estadounidense de Dakota del Sur. En el año 2010 tenía una población de 40 habitantes y una densidad poblacional de 0,43 personas por km².

## Geografía
El municipio de Greenfield se encuentra ubicado en las coordenadas 45°47′59″N 98°17′47″O / 45.79972, -98.29639. Según la Oficina del Censo de los Estados Unidos, el municipio tiene una superficie total de 93.3 km², de la cual 84,42 km² corresponden a tierra firme y (9,52 %) 8,88 km² es agua.

## Demografía
Según el censo de 2010, había 40 personas residiendo en el municipio de Greenfield. La densidad de población era de 0,43 hab./km². De los 40 habitantes, el municipio de Greenfield estaba compuesto por el 100 % blancos. Del total de la población el 0 % eran hispanos o latinos de cualquier raza.